# アンドリュース記念館
アンドリュース記念館（アンドリュースきねんかん）は、滋賀県近江八幡市為心町中31にある建築物。旧近江八幡YMCA会館とも呼ばれる。設計はウィリアム・メレル・ヴォーリズ。登録有形文化財。

## 歴史

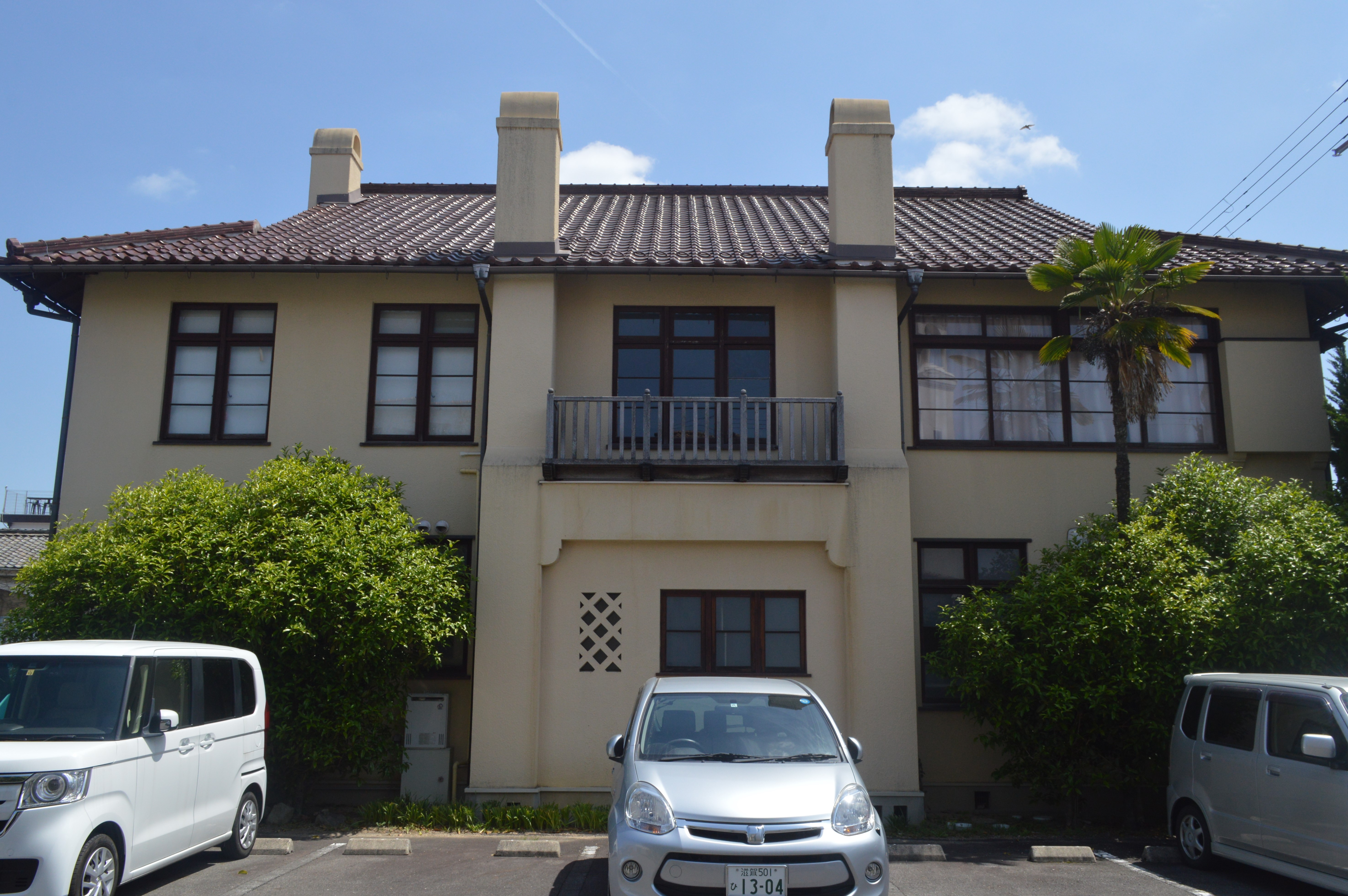
かつて玄関があった北側

### 初代会館
アメリカ合衆国出身のウィリアム・メレル・ヴォーリズは大学在学中にハーバート・アンドリュース (Herbert Andrews)と友人関係にあった。1905年（明治38年）には伝道活動のために日本に向かったが、同年にはアンドリュースの死去を伝える手紙を受け取った。ヴォーリズにはYMCA会館を建てる夢があったことから、アンドリュースの父らから資金提供を受け、1907年（明治40年）に初代の近江八幡YMCA会館を設計した。近江八幡YMCA会館はヴォーリズの処女作であり、ハーバート・アンドリュース記念館と名付けられた。

### 2代目会館
1935年（昭和10年）、現行の2代目近江八幡YMCA会館が別地点に建設された。桁行15メートル、梁間11メートルの木造2階建である。デザインは初代会館のイメージを踏襲しているとされる。
2007年（平成19年）に改修された。2009年（平成21年）8月7日、国の登録有形文化財に登録された。

## 交通アクセス
- JR東海道本線（琵琶湖線）および近江鉄道八日市線（万葉あかね線）近江八幡駅から徒歩20分。
- 同駅から近江鉄道バスで小幡上筋停留所下車、あかこんバスで仲屋上筋（）停留所下車。

## 周辺情報
- 池田町洋館街
- 旧八幡郵便局
- 旧西川家住宅 - 重要文化財。
- 白雲館 - 登録有形文化財。
- ヴォーリズ記念館 - 滋賀県指定文化財。
- 八幡堀
- ボーダレス・アートミュージアム NO-MA